# 要件事実
要件事実（ようけんじじつ）とは、一定の法律効果が発生するために必要な具体的事実をいう。民事訴訟において、各当事者は、自分に有利な法律効果が認められるためには、その要件事実を主張・立証しなければならない。
民事訴訟法学上の「主要事実」とほぼ一致するが（後述）、主要事実という語が主に学問上使われるのに対し、要件事実という語は裁判実務で利用されることを念頭に使われることが多い。

## 概要
ある法律効果（それは、権利の発生のみならず、権利の消滅、及び、権利の発生・消滅を障害することも含まれる）の発生を主張する者は、その法律効果を発生させる要件が存在することを、主張立証することになる。
要件事実は、その内容によって、容態と事件とに分類される。
容態とは、人の精神作用を要素とする要件事実である。これは更に、行為と内心の状態とに分けられる。例えば、意思表示は行為に分類され、ある事実の知・不知（善意・悪意）は、内心の状態に分類される。
事件とは、容態以外の要件事実をいう。ある期間の経過という事実が、事件に分類される。

## 要件事実の役割
要件事実は、民事訴訟において主張・立証をすべき事実を明らかとする。よって、訴訟当事者は、常に要件事実を念頭に置いて主張立証を行うべきことになる。つまり、要件事実は、当事者の訴訟活動の目標であるから、裁判所としては、この訴訟活動の目標である要件事実を基準として、適切で、効率的な訴訟指揮を行うことが可能となる。
また、主張立証責任は、各要件事実ごとに当事者に割り振られると考えられているから、主張立証責任の所在を的確に把握する前提として、要件事実の把握が必要となる。

## 主要事実との関係
要件事実を、上記のように、一定の法律効果を発生させるための要件に該当する具体的事実と定義するのが多数説であり、これによるならば、要件事実と主要事実とは、同義となる。
これに対し、要件事実と主要事実とを区別する考え方もある。それによれば、要件事実とは、ある条文に規定された法的概念としての類型的事実を意味し、主要事実とは、その要件事実に該当するとの評価を受けた、事実的・経験的概念としての具体的事実を言うとされる。
上記多数説によれば、条文上規定された類型的事実は、法律効果の発生要件（法律要件・構成要件）と捉えることになり、それで十分であって、あえて要件事実という術語を用いる必要性はないとされる。

## 日本における要件事実の研究・教育
日本における要件事実の研究・教育に関する状況は、法科大学院設置以前と以後とで大きく異なる。
法科大学院設置以前において、要件事実を研究の対象とするのは、法曹（特に裁判官）が主であった。民事訴訟法の研究者も、主張立証責任の研究に関連するものとして、その対象としていた。要件事実の体系的な教育は、司法研修所における司法修習生に対する教育において行われるのが主であり、大学の法学部で要件事実が語られるのは稀であった。
法科大学院が設置されてからは、まずはここで、要件事実に関する教育が施されることとなった。また、法科大学院設置以後、あるいは、設置直前期から、特に民法の研究者による要件事実研究が盛んとなり、要件事実の構成にまで言及した体系書が出版されることも増えた。法曹による要件事実関連の書籍は従来から出版されていたが、それらが改訂され、または、新たに出版されることも多くなった。
また、司法書士の業務範囲に簡易裁判所訴訟代理関係業務が加えられたことに伴い、司法書士特別研修（簡裁訴訟代理関係業務の能力を修得する研修）で司法書士にも要件事実の教育がなされ、簡裁訴訟代理等能力認定考査では要件事実の知識が問われている。